# Dave Bruylandts
Dave Bruylandts (Lier, província d'Anvers, 7 de desembre de 1976) és un ciclista belga, que fou professional entre 1999 i 2007.

## Biografia
El 1999 passà al professionalisme de la mà de l'equip Palmans-Ideal, amb la qual va fer un bon final de temporada. Això li permeté fitxar pel Farm Frites el 2000, però un control d'hematòcrit superior al 50% va fer que fos acomiadat per l'equip el 23 de març. Poc després tornava a fitxar pel Palmans, aconseguint a partir d'aquell moment sis victòries. Aquest bon any li va permetre tornar a fitxar pel Domo-Farm Frites, el nou equip de Patrick Lefevere. En els dos anys que va estar en aquesta formació destaca la victòria al Gran Premi de Valònia. Aquesta mateixa cursa la tornà a guanyar el 2003, ara a les files de l'equip Marlux-Wincor-Nixdorf. El 2004 acabà tercer al Tour de Flandes, però poc després el seu equip anuncià que havia donat positiu per EPO en dies posteriors al Tour de Flandes, alhora que era sancionat amb dos anys.
L'equip Unibet.com anuncià el seu fitxatge a partir de l'1 d'abril del 2006, però en veure's implicat en un nou cas de dopatge fou acomiadat pocs dies després, passant a córrer en un equip amateur el 2007.

## Palmarès
- 1999
  - 1r al Premi de clausura de Putte-Kappelen
- 2000
  - 1r al Circuito Montañés i vencedor de 2 etapes
  - 1r al Tour de Schynberg
  - 1r al Gran Premi Jef Scherens
  - Vencedor d'una etapa de la Volta a Castella i Lleó
- 2002
  - 1r al Gran Premi de Valònia
  - Vencedor d'una etapa a la Ruta del Sud
- 2003
  - 1r al Gran Premi de Valònia
  - 1r al Giro d'Oro
  - Vencedor d'una etapa de la Volta a Bèlgica
  - Vencedor d'una etapa de la Volta a Burgos
- 2007
  - 1r a l'A través del Hageland
  - Vencedor d'una etapa a la Volta a la província de Namur
  - Vencedor d'una etapa al Tríptic de les Ardenes

### Resultats a la Volta a Espanya
- 2001. 51è de la classificació general
- 2002. 56è de la classificació general

### Resultats al Tour de França
- 2002. Abandona (16a etapa)